# 左門流
左門流（さもんりゅう）は、日本舞踊の流派のひとつ。 
左門左兵衛によって創流。花柳徳兵衛の門下花柳左兵衛は、師の没後は七世中村芝翫に師事し、1980年（昭和55年）に独立し左門流を樹立し家元となった。東京・中京を地盤としている。